# Pycnanthemum curvipes
Pycnanthemum curvipes är en kransblommig växtart som först beskrevs av Edward Lee Greene, och fick sitt nu gällande namn av E. Grant och Carl Clawson Epling. Pycnanthemum curvipes ingår i släktet Pycnanthemum och familjen kransblommiga växter. Inga underarter finns listade i Catalogue of Life.